# Golden State Warriors 1971-1972
La stagione 1971-72 dei Golden State Warriors fu la 23ª nella NBA per la franchigia.
I Golden State Warriors arrivarono secondi nella Pacific Division della Western Conference con un record di 51-31. Nei play-off persero la semifinale di conference con i Milwaukee Bucks (4-1).

## Risultati
| Squadra                | V  | P  | %    | GB |
| ---------------------- | -- | -- | ---- | -- |
| Los Angeles Lakers     | 69 | 13 | 84,1 | -  |
| Golden State Warriors  | 51 | 31 | 62,2 | 18 |
| Seattle SuperSonics    | 47 | 35 | 57,3 | 22 |
| Houston Rockets        | 34 | 48 | 41,5 | 35 |
| Portland Trail Blazers | 18 | 64 | 22,0 | 51 |

## Roster
| N° | Naz.                   | Ruolo | Sportivo       | Anno | Alt. | Peso \|\| |
| -- | ---------------------- | ----- | -------------- | ---- | ---- | --------- |
| 15 | Stati Uniti (bandiera) | G     | Nick Jones     | 1945 | 188  | 86        |
| 20 | Stati Uniti (bandiera) | C     | Vic Bartolome  | 1948 | 213  | 104       |
| 21 | Stati Uniti (bandiera) | G     | Ron Williams   | 1944 | 191  | 85        |
| 22 | Stati Uniti (bandiera) | A     | Odis Allison   | 1949 | 198  | 88        |
| 23 | Stati Uniti (bandiera) | GA    | Jeff Mullins   | 1942 | 193  | 86        |
| 25 | Stati Uniti (bandiera) | GA    | Jim Barnett    | 1944 | 193  | 77        |
| 31 | Stati Uniti (bandiera) | GA    | Joe Ellis      | 1944 | 198  | 79        |
| 32 | Stati Uniti (bandiera) | GA    | Cazzie Russell | 1944 | 196  | 99        |
| 33 | Stati Uniti (bandiera) | A     | Bob Portman    | 1947 | 196  | 91        |
| 34 | Stati Uniti (bandiera) | A     | Bill Turner    | 1944 | 201  | 100       |
| 42 | Stati Uniti (bandiera) | AC    | Nate Thurmond  | 1941 | 211  | 102       |
| 43 | Stati Uniti (bandiera) | AC    | Clyde Lee      | 1944 | 208  | 93        |

## Staff tecnico
- Allenatore: Al Attles
- Preparatore atletico: Dick D'Oliva